# 들안로
들안로(Deuran-ro)는 대구광역시 수성구 두산동 들안길삼거리에서 동구 신천동 청구네거리를 잇는 대구광역시의 도로이다.

## 주요 경유지
대구광역시
- 수성구 (두산동 . 중동 . 수성4가동) - 동구 (신천동)

## 노선
| 이름           | 접속 노선                      | 소재지 | 소재지    | 비고 |
| -------------- | ------------------------------ | ------ | --------- | ---- |
| 들안길삼거리   | 대구광역시도 제22호선 (무학로) | 수성구 | 두산동    |      |
| 들안길네거리   | 대구광역시도 제28호선 (청수로) | 수성구 | 중동      |      |
| 희망로네거리   | 대구광역시도 제36호선 (희망로) | 수성구 | 중동      |      |
| 수성시장네거리 | 대구광역시도 제38호선 (명덕로) | 수성구 | 수성동2가 |      |
| 수성네거리     | 달구벌대로                     | 수성구 | 수성동4가 |      |
| 청구네거리     | 국채보상로                     | 동구   | 신천동    |      |
| 송라로와 직결  |                                |        |           |      |

## 주요 건물 및 시설
- 탐앤탐스 대구들안길점 (들안로 10/두산동 172-6)
- GS25 들안길점 (들안로 26/두산동 153-2)
- BBQ치킨 들안길점 (들안로 58/두산동 138-10)
- KG모빌리티 대구수성전시장 (들안로 126/황금동 885-1)
- 대구중동우체국 (들안로 137/중동 139-3)
- 르노코리아 (들안로 162/황금동 815-1)
- 아우디 대구전시장 (들안로 185/중동 76)
- 현대자동차 블루핸즈 중동중부점 (들안로 227/중동 14-1)
- 현대자동차 들안로대리점 (들안로 249/수성동2가 97)
- Twitter 청우대리점 상록점 (들안로 286/수성동3가 313-3)
- 대구동일초등학교 (들안로 311/수성동2가 17-1)
- 뚜레쥬르 수성교보점 (들안로 325/수성동2가 1-3)
- CU 수성로드점 (들안로 325/수성동2가 1-3)
- 할리스 수성네거리점 (들안로 326/수성동2가 254-2)